# グッときた名場面
『グッときた名場面』（グッときためいばめん）は日本テレビ系列で毎年放送されている特別番組。
2008年5月5日に開局55周年記念番組『グッときた名場面BEST55』として放送され、視聴率も17.2%と好評だったことから翌年以降も放送されることになった。
第11回からは『グッときた名場面グランプリ』（グッときためいばめんグランプリ）に改題し、視聴者参加型の生放送形式にリニューアルされた。

## 概要
- 日本テレビの1年間の放送素材（約8700時間）の中からもう1度見たい番組、シーンを「グッときた名場面」として選りすぐって放送する。
- ランキングは視聴率、ネット検索数（Yahoo! JAPAN協力）、番組公式サイトへのリクエスト数などを総合的に換算して決定される。
- 番組ジャンルはドラマ（連続、単発問わず）、音楽・バラエティ、報道、情報、スポーツ、映画・アニメ、特別番組と多岐に渡る。
- 第2回は月9ドラマ『婚カツ!』、『SMAP×SMAP』（ともにフジテレビ）の視聴率を大幅に上回り、同時間帯1位となる18.2%を記録した（『婚カツ!』はこの時に月9ドラマとしては初の一桁台を記録、『SMAP×SMAP』は通常より低い11%台だった）。
- 第4回まではゴールデンウィーク中に放送されていた。
- 第2回・第3回は全編VTRだが、それ以外の回はスタジオ収録を交えた構成になっている。
- 第11回からは生放送に変更され、アワード形式で放送されている。10人のゲスト審査員が名場面ごとに10点満点で採点し、各部門賞を決定する。最後に部門賞の中から視聴者投票でグランプリを決定する。

しかし、第11回を最後に事実上休止状態となった。

## 放送データ
放送時間はいずれも日本標準時（JST）による。
| 回数   | 放送日時                             | 司会進行                                       | ランキング | グランプリ                           | 視聴率 |
| ------ | ------------------------------------ | ---------------------------------------------- | ---------- | ------------------------------------ | ------ |
| 第1回  | 2008年5月5日（月曜日）20:00 - 23:18  | みのもんた、エド・はるみ、羽鳥慎一             | ベスト55   | -                                    | 17.2%  |
| 第2回  | 2009年5月4日（月曜日）19:58 - 22:48  | ズーミン（全編VTR）                            | ベスト55   | -                                    | 18.2%  |
| 第3回  | 2010年5月3日（月曜日）19:00 - 22:48  | 羽鳥慎一（全編VTR）                            | ベスト77   | -                                    | 12.9%  |
| 第4回  | 2011年5月3日（火曜日）19:00 - 21:54  | ウエンツ瑛士、西尾由佳理                       | ベスト51   | -                                    | 14.5%  |
| 第5回  | 2012年2月14日（火曜日）19:00 - 22:48 | ウエンツ瑛士、西尾由佳理                       | ベスト59   | -                                    | 14.3%  |
| 第6回  | 2013年3月11日（月曜日）19:00 - 22:48 | ウエンツ瑛士、西尾由佳理                       | ベスト60   | -                                    | 13.7%  |
| 第7回  | 2014年6月11日（水曜日）19:00 - 21:54 | ウエンツ瑛士、西尾由佳理                       | ベスト55   | -                                    | 14.4%  |
| 第8回  | 2015年8月25日（火曜日）19:00 - 22:54 | ウエンツ瑛士、西尾由佳理                       | ベスト77   | -                                    | 14.0%  |
| 第9回  | 2016年9月6日（火曜日）19:00 - 22:54  | ウエンツ瑛士、西尾由佳理                       | ベスト77   | -                                    | 10.5%  |
| 第10回 | 2017年12月6日（水曜日）19:00 - 21:54 | ウエンツ瑛士、西尾由佳理                       | ベスト70   | -                                    |        |
| 第11回 | 2019年1月9日（水曜日）19:00 - 21:54  | 有吉弘行、岩田絵里奈（日本テレビアナウンサー） | -          | フェフ姉さん（『月曜から夜ふかし』） |        |

## スタッフ
- ナレーション：槇大輔、各番組のナレーター
- 協力：麻布プラザ
- 映像協力：読売テレビ、NNN各局
- 制作協力：U-FIELD、いまじん、えすと、ZION、SION、TVBOX、日企、フォーナイン、AX-ON
- 製作著作：日本テレビ